# Титов, Анатолий Григорьевич
Титов Анатолий Григорьевич (27 июля 1938, Москва  — 19 июля 2008, там же) — советский и российский актёр театра и кино, музыкант, певец, композитор, телеведущий. Исполнитель и исследователь старинного романса, организатор Клуба старинного романса «Хризантема». Заслуженный артист РФ, телеведущий, кинокомпозитор.

## Биография
Титов Анатолий Григорьевич (настоящее отчество — Сергеевич) родился в Москве 27 июля 1938 г. Представитель цыганской актёрской династии: внук цыганской певицы Дарьи Мерхоленко и сын одного из основателей театра «Ромэн» актёра Сергея Фёдоровича Шишкова. Окончил Щепкинское театральное училище в 1968 г., с 1968 г. и до конца жизни — ведущий актёр театра «Ромэн». Создатель и руководитель первого в России Клуба старинного романса «Хризантема». (с 1991 года) при Центральном Доме Актёра им. Яблочкиной в Москве (с 2008 года клуб носит его имя). Музыкант, композитор, исполнитель романсов, Заслуженный артист России (1998), автор и составитель Краткой Антологии Русского Романса в 3 томах (второй том вышел уже посмертно, третий том находится в стадии подготовки), инициатор и соведущий многих телевизионных передач о романсе, киноартист (х/ф «Мой остров синий», т/с «Россия молодая» и др.).
Анатолий Титов был прекрасным музыкантом — гитаристом-семиструнником и замечательно исполнял романсы и цыганские песни, много гастролировал по стране и за рубежом.

 Анатолий Титов пел так, как может петь только человек, в котором соединились душа цыгана, талант артиста и внутренняя культура человека: сдержанно, без надрыва, как бы утаивая, а не выплёскивая, чувства и страсть". Наталья Дорофеева— журнал  "Музыка и время", №8, 2012
Он коллекционировал и давал вторую жизнь старинным русским и цыганским романсам. В его коллекции около 3500 романсов. Многие из них им восстановлены и записаны на компакт-диск. Им издано 7 тематических сборников с нотами старинных романсов, и антология русского романса.
Анатолий Титов был также организатором первого в России конкурса-фестиваля «С любовью к романсу» 1993 г. Он являлся постоянным членом жюри таких конкурсов как: фестиваля — конкурса «Белая акация» (Йошкар-Ола), Всероссийского открытого конкурса исполнителей романса им. Н. Жемчужного (Владимир), Международного конкурса исполнителей старинного русского романса имени Изабеллы Юрьевой (Таллин).
Эксперт и участник программы «Романтика романса» телеканала «Культура».
Сын — Алексей Анатольевич Титов, режиссёр, окончил ВГИК, долгое время работал на телевидении. Работает над документальным фильмом об А. Титове и новым циклом телепередач о романсе.
Умер А. Титов 19 июля 2008 года после продолжительной болезни, не дожив недели до своего 70-летия. Похоронен на Щербинском кладбище.

## Клуб «Хризантема»
Одним из важнейших заслуг Анатолия Титова в возрождении русского романса было создание первого в России клуба старинного романса «Хризантема».
Клуб любителей русского романса «Хризантема» был создан 7 января 1991 года. Открытие проходило в театре «Эрмитаж». Чуть позже Клуб обрёл свой настоящий Дом при Центральном Доме актёра им. А. Яблочкиной. У истоков создания Клуба стояли такие известные люди как: Изабелла Юрьева, внучка великого писателя — Татьяна Толстая, Николай Сличенко, Евгений Рубенович Симонов, Давид Ашкенази, Никита Богословский, Тамилла Агамирова, Алла Баянова, Александр Якулов и другие.
- Основными творческими задачами Клуба являются: сохранение, изучение истории и развития жанра, привлечение к нему внимания как можно большего числа слушателей и исполнителей, а также популяризация жанра среди драматических актёров и возрождение актёрской манеры исполнения романса[12]. Клуб объединил лучших исполнителей романса: певцов и драматических актёров. его постоянными участниками являются: Николай Сличенко, Артур Эйзен, Рубен Симонов, Аристарх Ливанов, Людмила Максакова, Светлана Тома, Герард Васильев, Лариса Голубкина, Юрий Назаров и Людмила Мальцева, Дмитрий Шумейко, Аннэт Галактионова, трио «Реликт», дуэт «Бархатный сезон», дуэт «Мастер Гриша», артисты театра «Ромэн» и многие другие[12][10].

Давняя дружба сложилась у Клуба с Музеем-усадьбой Л. Н. Толстого — Ясная поляна, а также с потомками великого писателя и многими потомками тех, кто стоял у истоков жанра: композиторов — Т. Толстой, Б. Покраса, певцов — В. Сабинина, В. Агафонова и многих других.
В 1993 году Анатолий Титов и его клуб «Хризантема» при поддержке Центрального дома актёра им. А. Яблочкиной организовали и провели первый в России фестиваль-конкурс исполнителей русского старинного романса — «С любовью к романсу», положив начало развитию этих мероприятий. Первыми Лауреатами конкурса были: Инна Разумихина, Дмитрий Шумейко и другие. В разные годы его лауреатами стали: Антон Антонов, композитор Андрей Семёнов заслуженный артист России Александр Пожаров, Наталья Путилова и пр. Конкурс проходит раз в пять лет.

## Музыкальное наследие
Анатолий Титов собрал коллекцию редчайших старинных романсов, которая насчитывает 3500 нотных изданий. Избранные из них вошли в сборники и книги, автором-составителем которых он является:
- Эх, раз!.. Ещё раз! Старинные цыганские песни и романсы. Москва 1993 г.
- Романсы 20-х годов. Б. Прозоровский, Б. Фомин. Москва 1993 г.
- Дворянский романс. Москва 1994 г.
- Романс-ответ. Сборник старинных романсов. Москва 1995 г.
- Былые напевы. Романсы 20-х годов. Б. Покрасс, Ю. Хайт. Москва 1995 г.
- Что за хор певал у Яра… Москва 1997 г.
- Подруга семиструнная. Старинные русские романсы. Цыганские песни и романсы Н. Жемчужного. Москва, Изд-во «Дека», 1998 г.
- Краткая антология городского-бытового романса. Любовь — оружию под стать… Том 1. Москва 2003 г.
- Краткая антология городского-бытового романса. Между делом безделье. Том 2. Москва 2011 г.[14]

Первый том Антологии — «Любовь — оружию под стать…» был издан за счёт Гранта Президента РФ для поддержки творческих проектов общенационального значения в области культуры и искусства.
Он также впервые составил жанровую классификацию русского романса: бытовой или городской романс, романс-ответ, иронический, дворянский, тюремный.

 «В моей коллекции они разделены на десять подвидов: старинный русский романс, городской или бытовой, салонный, жестокий, дворянский, сентиментальный, поэтический, белого движения и эмиграции, цыганский и современный». А. Титов — журнал «Молодёжная эстрада», № 2-3-4 1992
Часть избранных редких романсов в его исполнении были записаны на аудионосители: 4 аудио-кассеты (1993—1995 гг), 5 компакт-дисков (1998—2006).
Дискография:
- Романс старого актёра
- Я не скажу тебе…
- Дитя и роза
- Холодные красавицы
- Ах васильки, васильки

В 2007 году был выпущен mp3 сборник — «Старинные романсы исполняет Анатолий Титов», включивший 124 записи романсов в исполнении А. Титова.
2012 г. — «А. Титов — Воспоминания» — памятный компакт мп3 сборник, включивший 32 восстановленные записи романсов и цыганских песен в исполнении А. Титова.
Записи романсов в исполнении А. Титова есть также в сборниках:
- Ой, васильки, васильки… — Антология одной песни. Год выпуска: 2010 (одноимённый романс)[17].
- Сборник цыганских песен из 5 дисков «Семья». Год выпуска 2007 (в 3-м диске А. Титов исполняет романс «Ты ещё не умеешь любить»)[18].

Анатолий Титов также написал музыку к романсу «Полно, зачем ты слеза одинокая» на стихи Г. Гейне (перевод Ф. Мильнера).
В 2006 г. Анатолий Титов на собственные средства совместно с директором Клуба «Хризантема» Светланой Каретной-Писаревской осуществил выпуск памятного музыкального диска «Пунцовые розы», старинные русские романсы и песни в исполнении певца Владимира Сабинина с редкими записями (при участии сына певца — Георгия Владимировича Сабинина (вступ. статья) и коллекционера Григория Качурина.

## Телепередачи
Анатолий Титов являлся автором идеи, материалов и нототеки многих телевизионных передач, посвящённых русскому и цыганскому романсу:
- Телевизионная передача «Соседи». 2000 г. Телепрограмма канала «Дарьял-ТВ».
- «Домашний очаг с Аллой Будницкой» (эфир 20.03.2005 г.)[19].
- Передача «Сфера» ТВ Культура.

Автор и соведущий цикла телепередач «Роман с Романсом», которые получили премию «Хрустальный глобус» и Диплом за лучшую музыкальную телепрограмму на Пятом открытом фестивале телевизионных программ в г. Ялте в 1997 году.
«Роман с Романсом» (режиссёр-постановщик — Алексей Титов, ведущие — Святослав Бэлза и Анатолий Титов, продюсер — Людмила Шепотинник) выходивший в эфир до февраля 2000 года на телеканале «Московия» — 3 канал (ТРВК «Московия»)
А. Г. Титов являлся экспертом и участником телепрограмм «Романтика романса» телеканала «Культура»:
- Об истории создания романса — эфир 19.01.2008
- Русский романс и русская песня в исполнении цыганских артистов — эфир 08.03.2008
- Иронический романс — 23.06.2007
- Владимир Сабинин — 03.02.2007
- Романс-ответ — эфир: 24.11.2007
- Борис Прозоровский — эфир 26.07.2008 (вышла в эфир уже после смерти А. Титова)

## Роли в театре
- Голован — «Грушенька» И. Шток,
- Будулай — «Цыгане» А. Калинин,
- Дворняжкин — «Четыре жениха» И. Хрусталёв,
- Граф — «Графиня-цыганка» П. Градов,
- Сила Фомич — «Плясунья — дочь шатров» И. Ром-Лебедев,
- и другие[3].

## Работа в кино
1995 — Грешные апостолы любви — пленный лётчик
1981—1982 — Россия молодая — Лебаниус
1972 — Мой остров синий (фильм-спектакль)
Написал музыку к фильму «Вишнёвый сад» 1993 г..